# 小行星6456
小行星6456（英語：6456 Golombek）是一颗围绕太阳公转的小行星。1992年7月27日，埃莉諾·赫琳、肯尼斯·J·劳伦斯在帕洛马山发现了此天体。
这颗小行星的绝对星等为347.0563985732756等。